# Value Alliance
Value Alliance est une alliance aérienne formée en mai 2016. Il s'agit de la deuxième alliance mondiale (après l'alliance U-FLY Alliance) à être uniquement formée de compagnies aériennes à bas prix. L'alliance comprend cinq compagnies aériennes (neuf à l'origine) d'Asie-Pacifique : Cebu Pacific, Cebgo, Jeju Air, Nok Air et Scoot.
Value Alliance est la quatrième alliance pour ce qui est des passagers, des vols, des destinations, de la flotte combinée et des membres, derrière Star Alliance, Skyteam et Oneworld ainsi que devant U-FLY Alliance et Vanilla Alliance.

## Histoire
L'alliance est formée par huit compagnies aériennes de la région Asie-Pacifique le 16 mai 2016. Elle permet aux passagers de réserver des vols avec les huit compagnies via chaque site Web partenaire, de créer son itinéraire grâce à une seule réservation. Les compagnies de l'alliance desservent au total plus de 160 destinations, principalement dans la région Asie-Pacifique, avec une flotte totale de 176 avions et un nombre de passagers annuel de 47 millions en 2015.

## Membres de l'alliance

### Membres actuels
En novembre 2019, les compagnies aériennes suivantes font partie de la Value Alliance :
| Compagnie aérienne membre | Entrée      | Remarques               |
| ------------------------- | ----------- | ----------------------- |
| Cebu Pacific              | 16 mai 2016 |                         |
| Cebgo                     | 16 mai 2016 | Filiale de Cebu Pacific |
| Jeju Air                  | 16 mai 2016 |                         |
| Nok Air                   | 16 mai 2016 |                         |
| Scoot                     | 16 mai 2016 |                         |

Membres de l'alliance
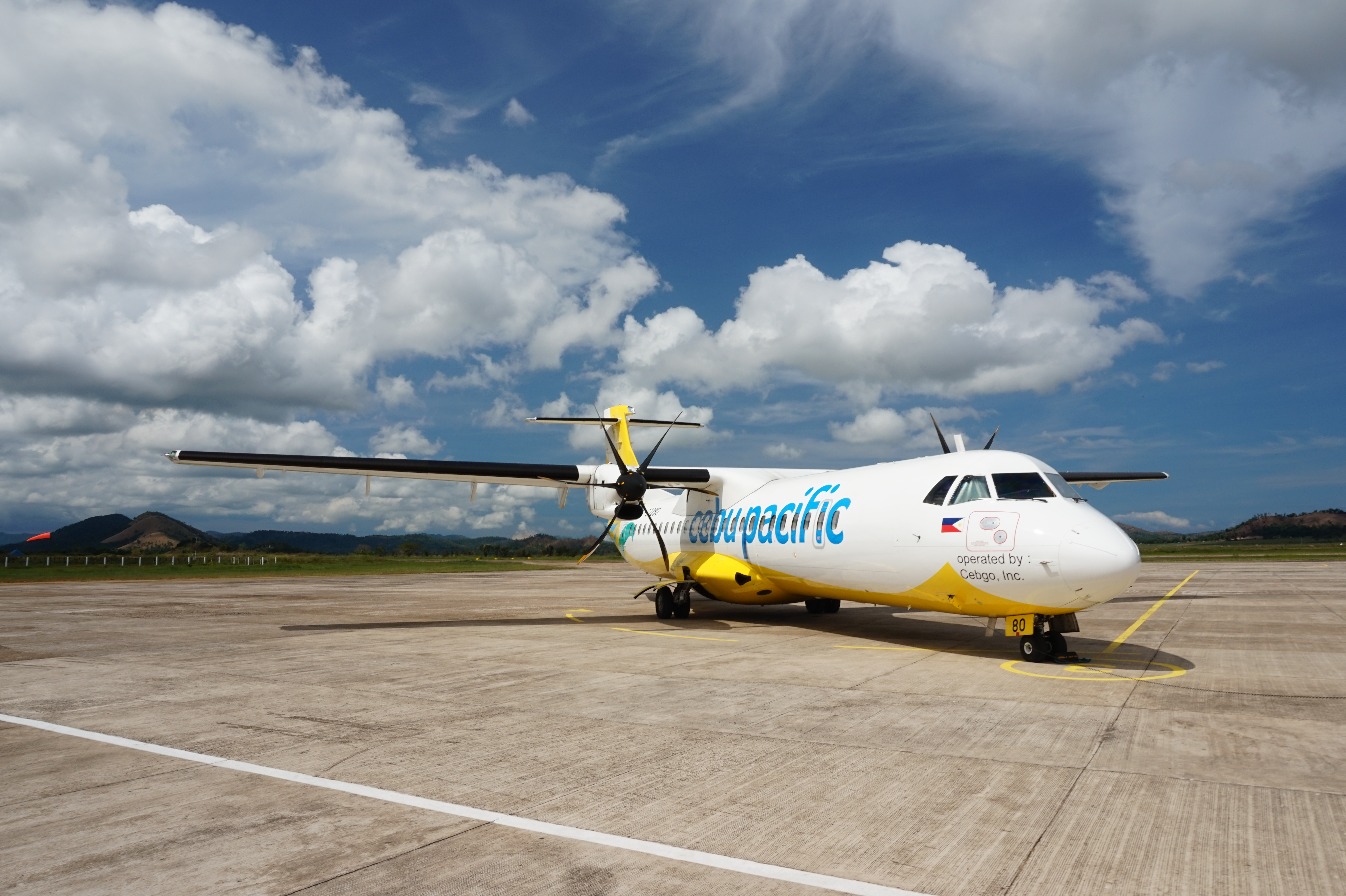
Cebu Pacific
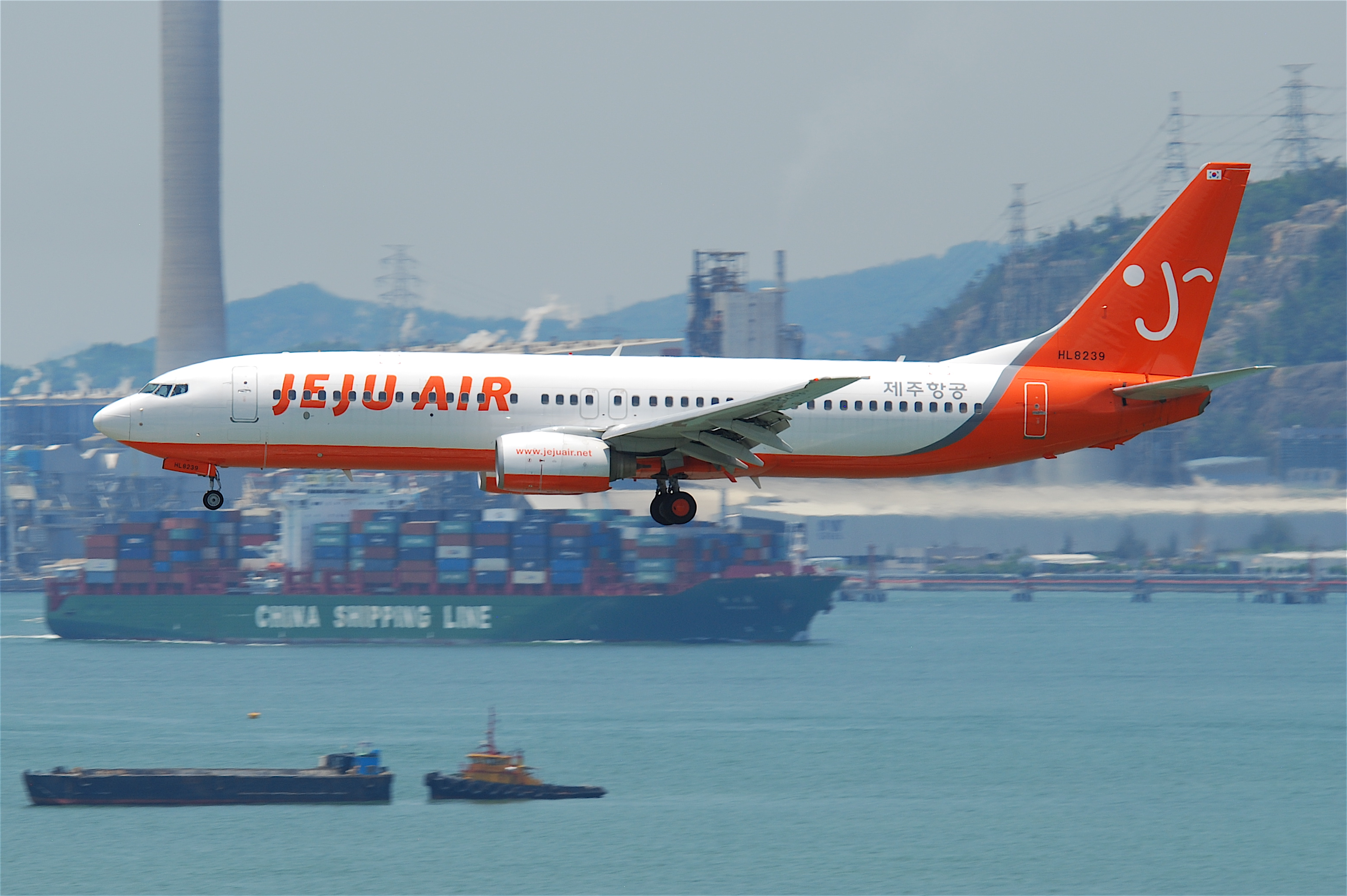
Jeju Air
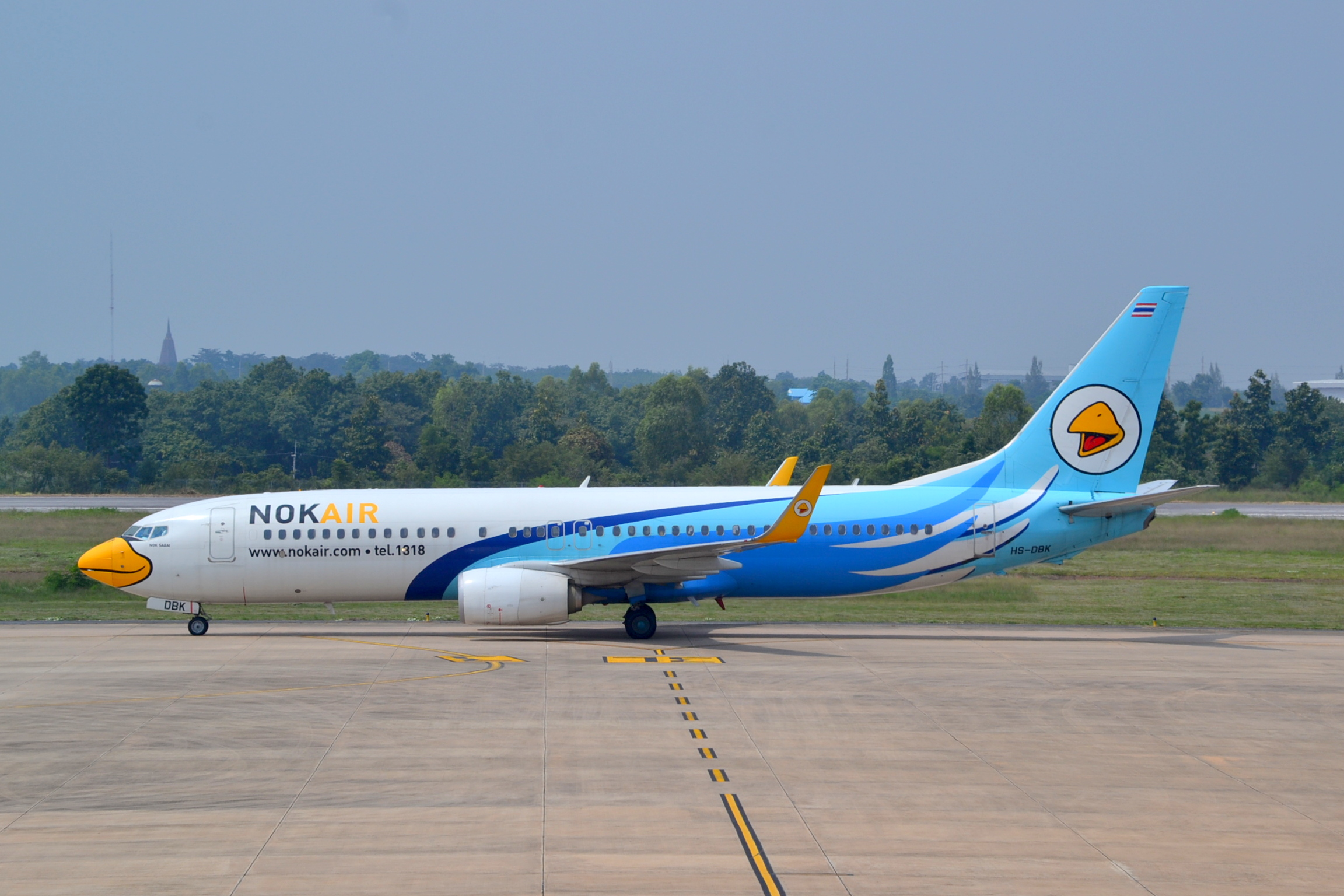
Nok Air
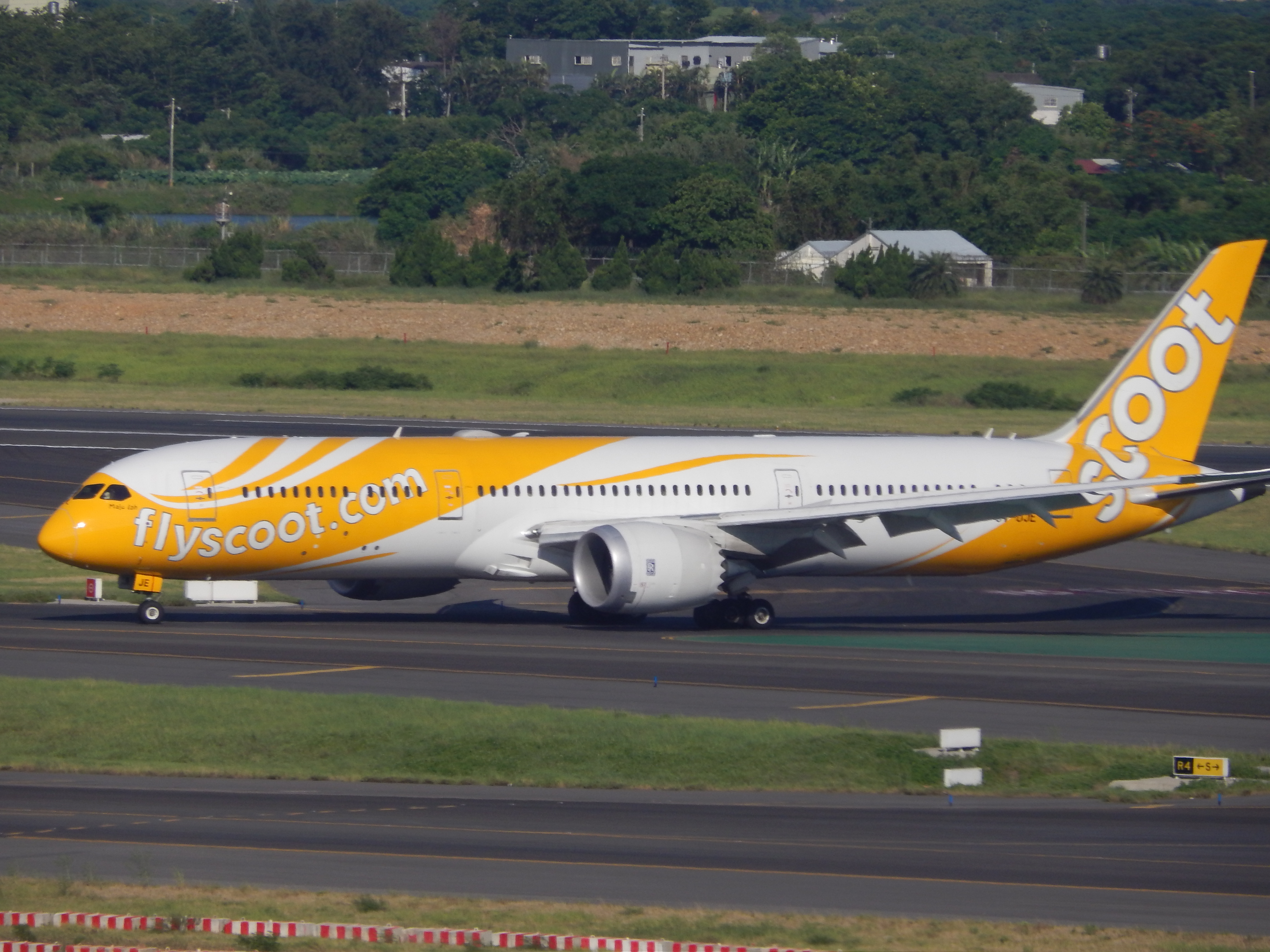
Scoot

### Anciens membres
| Compagnie aérienne membre | Entrée      | Sortie          | Remarques                                         |
| ------------------------- | ----------- | --------------- | ------------------------------------------------- |
| NokScoot                  | 16 mai 2016 | 26 juin 2020    | A cessé ses opérations le 26 juin 2020.           |
| Tigerair Australia        | 16 mai 2016 | 2018            | A cessé ses opérations en juillet 2020            |
| Tigerair                  | 16 mai 2016 | 25 juillet 2017 | Fusion avec Scoot (Singapour) le 25 juillet 2017. |
| Vanilla Air               | 16 mai 2016 | 30 mars 2019    | Fusion avec Peach Aviation le 26 octobre 2019.    |

Anciens membres de l'alliance
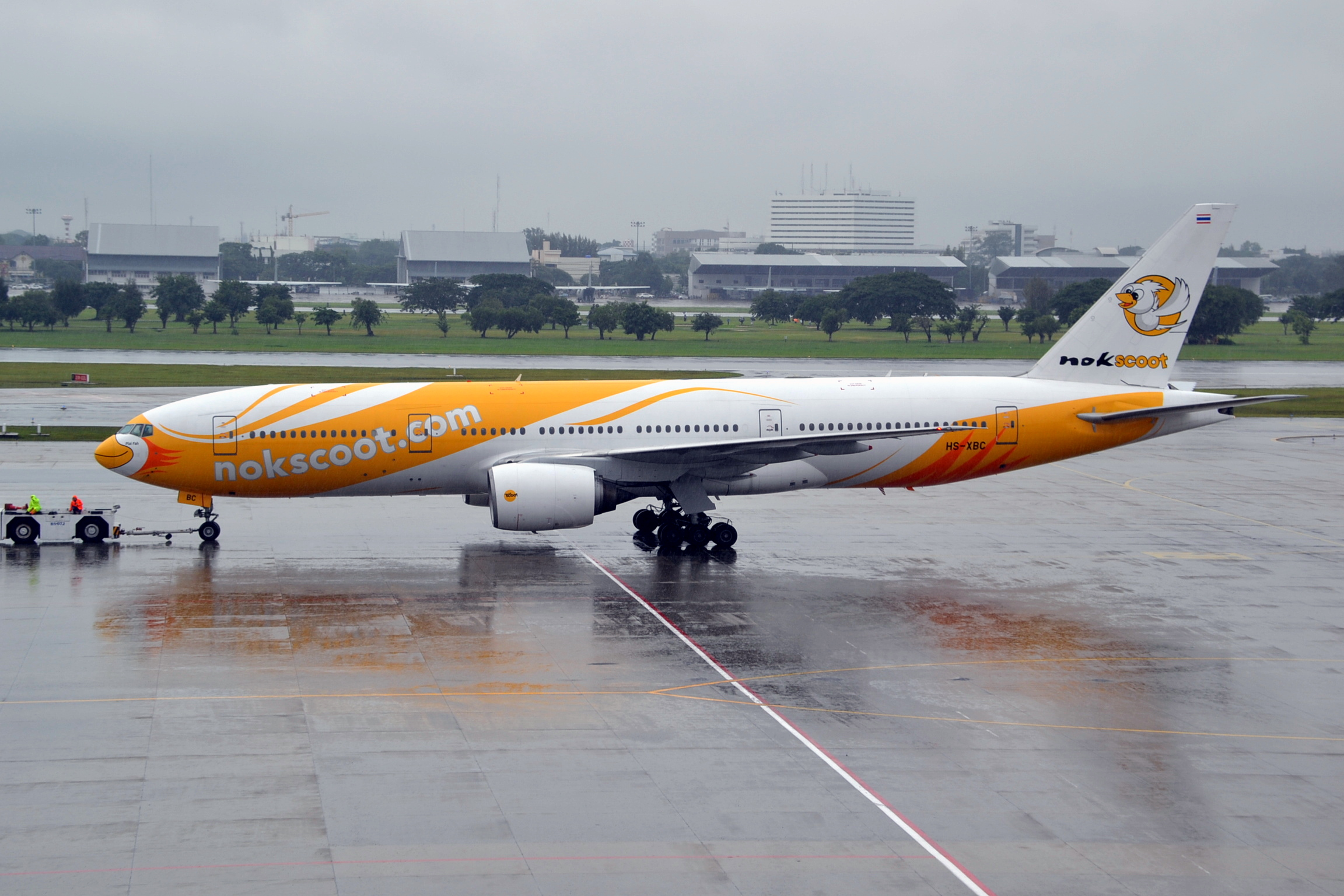
NokScoot
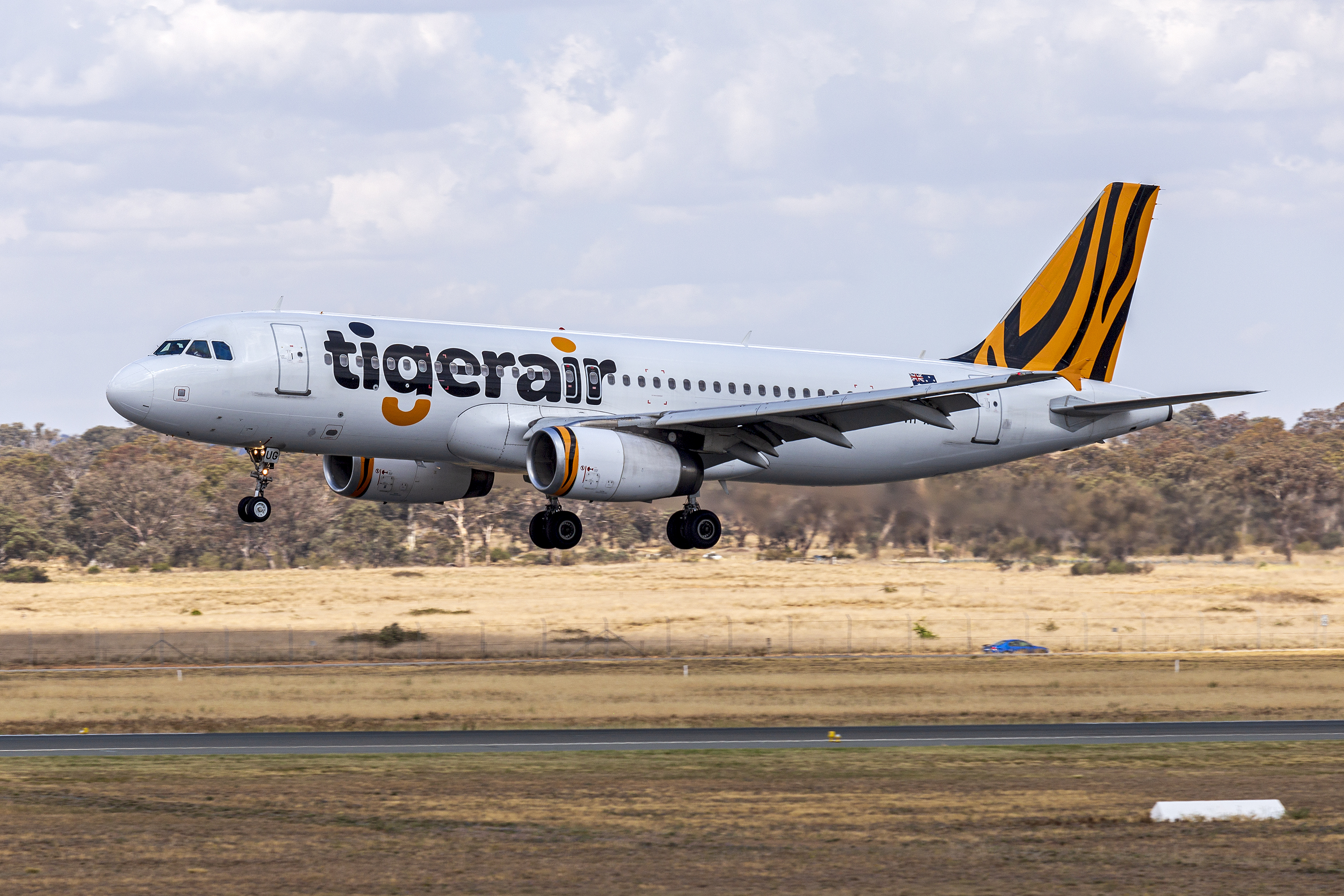
Tigerair Australia
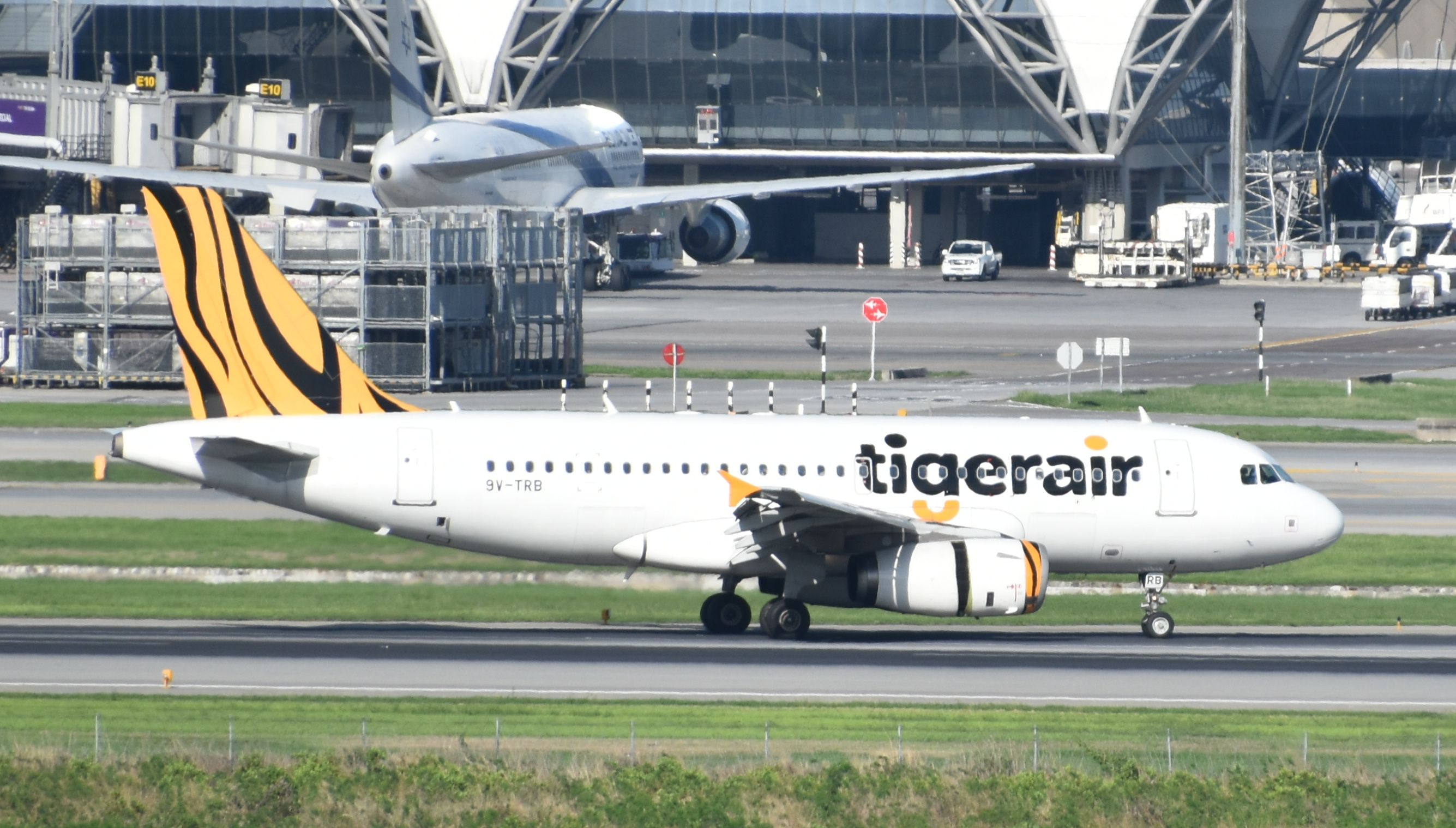
Tigerair
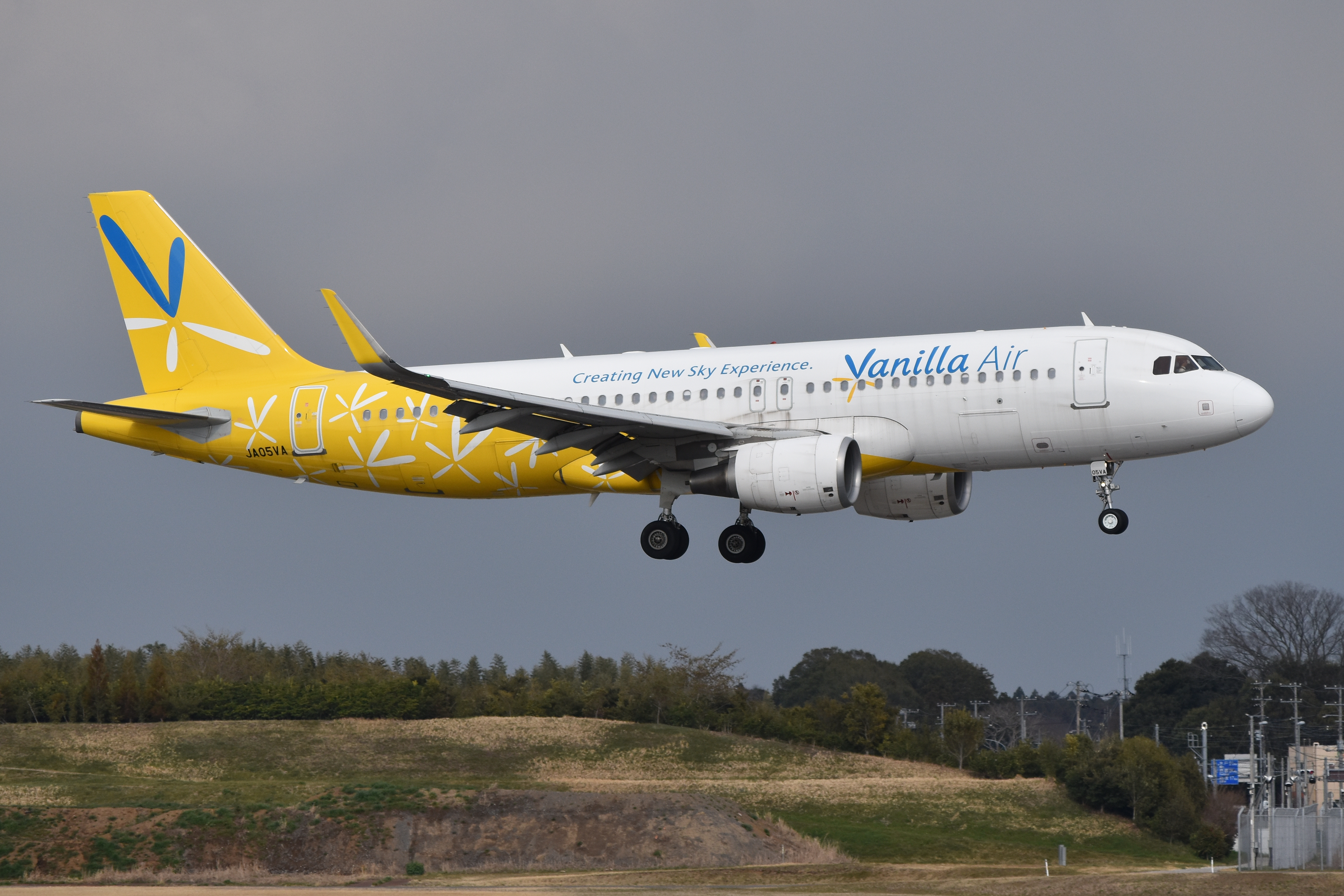
Vanilla Air